# Danh sách chương trình gốc Apple TV+
Bắt đầu từ năm 2016, Apple bắt đầu sản xuất và phân phối nội dung gốc của riêng mình. Chương trình truyền hình đầu tiên do Apple sản xuất là Planet of the Apps, một cuộc thi thực tế. Chương trình gốc thứ hai của hãng được phát hành vào mùa thu năm 2017, là Carpool Karaoke: The Series dựa trên phân đoạn định kỳ phổ biến từ The Late Late Show with James Corden. Vào tháng 6 năm 2017, Apple đã chỉ định Jamie Erlicht và Zack Van Amburg đứng đầu bộ phận video mới thành lập toàn cầu. Đến tháng 11, Apple xác nhận rằng họ đã đã bắt đầu thực hiện những chương trình có kịch bản gốc khi công bố các đơn đặt hàng trực tiếp cho hai chương trình truyền hình: loạt phim truyền hình Bản tin sáng với sự tham gia của Jennifer Aniston và Reese Witherspoon, và khởi động lại loạt phim tuyển tập Những chuyện ly kỳ của Steven Spielberg.
Apple được cho là đang lên kế hoạch đầu tư khoảng 1 tỷ USD cho các chương trình gốc trong những năm tiếp theo. Gần đây hơn, họ đã dự đoán rằng họ sẽ chi khoảng 4,2 tỷ USD cho các chương trình gốc cho tới năm 2022. Vào tháng 8 năm 2019, có thông tin rằng Apple đã chi hơn 6 tỷ USD cho các chương trình gốc. Ngày 25 tháng 3 năm 2019, Apple đã công bố dịch vụ phát trực tuyến của họ là Apple TV+, cùng với thông báo về các chương trình gốc của Apple. Dịch vụ ra mắt vào ngày 1 tháng 11 năm 2019 tại hơn 100 quốc gia thông qua ứng dụng Apple TV.
Ngày 13 tháng 3 năm 2020, Apple đã đình chỉ tất cả các hoạt động quay phim trên hầu hết các chương trình của Apple TV+ do sự bùng phát của đại dịch COVID-19 và tất cả việc sản xuất trên loạt phim đã bị hoãn vô thời hạn.

## Chương trình truyền hình gốc

### Chính kịch
| Tựa đề                | Thể loại            | Phát hành            | Mùa           | Thời lượng |
| --------------------- | ------------------- | -------------------- | ------------- | ---------- |
| Cuộc chiến không gian | Lịch sử             | 1 tháng 11 năm 2019  | 2 mùa, 14 tập | 48–76 phút |
| Bản tin sáng          | Chính kịch          | 1 tháng 11 năm 2019  | 1 mùa, 10 tập | 50–69 phút |
| Thấy                  | Khoa học viễn tưởng | 1 tháng 11 năm 2019  | 1 mùa, 8 tập  | 49–57 phút |
| Người hầu             | Tâm lý              | 28 tháng 11 năm 2019 | 2 mùa, 19 tập | 26–36 phút |
| Vén màn sự thật       | Chính kịch hình sự  | 6 tháng 12 năm 2019  | 1 mùa, 8 tập  | 39–50 phút |
| Những chuyện ly kỳ    | Khoa học viễn tưởng | 6 tháng 3 năm 2020   | 1 mùa, 5 tập  | 50 phút    |
| Về nhà trước trời tối | Bí ẩn               | 3 tháng 4 năm 2020   | 1 mùa, 10 tập | 50 phút    |
| Bảo vệ Jacob          | Tội phạm            | 24 tháng 4 năm 2020  | 8 tập         | 45–65 phút |
| The Mosquito Coast    | Chính kịch          | 30 tháng 4 năm 2021  | 1 mùa, 7 tập  | TBA        |

### Hài
| Tựa đề                                   | Thể loại       | Phát hành           | Mùa           | Thời lượng |
| ---------------------------------------- | -------------- | ------------------- | ------------- | ---------- |
| Dickinson                                | Hài lịch sử    | 1 tháng 11 năm 2019 | 2 mùa, 20 tập | 30 phút    |
| Hồn ma nhà văn                           | Bí ẩn          | 1 tháng 11 năm 2019 | 2 mùa, 20 tập | 30 phút    |
| Giấc mơ Mỹ                               | Hài chính kịch | 17 tháng 1 năm 2020 | 1 mùa, 8 tập  | 30 phút    |
| Sứ mệnh thần thoại: Bữa tiệc của bầy quạ | Hài            | 7 tháng 2 năm 2020  | 1 mùa, 10 tập | 30 phút    |
| Cố gắng                                  | Hài            | 1 tháng 5 năm 2020  | 1 mùa, 8 tập  | 30 phút    |
| Giọng nói nhỏ trong đầu                  | Hài lãng mạn   | 10 tháng 7 năm 2020 | 1 mùa, 9 tập  | 30 phút    |
| Ted Lasso                                | Hài            | 14 tháng 8 năm 2020 | 1 mùa, 10 tập | 30 phút    |

### Hoạt hình

#### Hoạt hình người lớn
| Tựa đề       | Thể loại      | Phát hành           | Mùa           | Thời lượng |
| ------------ | ------------- | ------------------- | ------------- | ---------- |
| Central Park | Nhạc kịch hài | 29 tháng 5 năm 2020 | 1 mùa, 10 tập | 30 phút    |

#### Trẻ em và gia đình
| Tựa đề                    | Thể loại  | Phát hành            | Mùa           | Thời lượng |
| ------------------------- | --------- | -------------------- | ------------- | ---------- |
| Snoopy trong không gian   | Phiêu lưu | 1 tháng 11 năm 2019  | 1 mùa, 12 tập | 8 phút     |
| Doug: Chú robot hiếu kỳ   | Phiêu lưu | 13 tháng 11 năm 2020 | 1 mùa, 7 tập  | 23 phút    |
| Gấu trúc thông thái       | Hài       | 4 tháng 12 năm 2020  | 1 mùa, 6 tập  | 29 phút    |
| Snoopy và những người bạn | Hài       | 5 tháng 2 năm 2021   | 1 mùa, 6 tập  | 22 phút    |

### Không kịch bản

#### Loạt phim tài liệu
| Tựa đề                                        | Thể loại           | Phát hành            | Mùa           | Thời lượng |
| --------------------------------------------- | ------------------ | -------------------- | ------------- | ---------- |
| Công khai giới tính: Tác động của truyền hình | Loạt phim tài liệu | 14 tháng 2 năm 2020  | 5 tập         | 60 phút    |
| Ngôi nhà tương lai                            | Loạt phim tài liệu | 17 tháng 4 năm 2020  | 1 mùa, 9 tập  | 30 phút    |
| Thân gửi...                                   | Loạt phim tài liệu | 5 tháng 6 năm 2020   | 1 mùa, 10 tập | 30 phút    |
| Giải mã sự thành công                         | Loạt phim tài liệu | 10 tháng 7 năm 2020  | 1 mùa, 7 tập  | 5 phút     |
| Cung đường bắc tiến                           | Du lịch            | 18 tháng 9 năm 2020  | 11 tập        | 60 phút    |
| Thế giới siêu nhỏ                             | Tự nhiên           | 2 tháng 10 năm 2020  | 1 mùa, 6 tập  | 30 phút    |
| Trở thành chính mình                          | Loạt phim tài liệu | 13 tháng 11 năm 2020 | 1 mùa, 6 tập  | 39–43 phút |
| Sắc màu Trái Đất về đêm                       | Tự nhiên           | 4 tháng 12 năm 2020  | 1 mùa, 6 tập  | 30 phút    |

#### Khác
| Tựa đề                             | Thể loại  | Phát hành           | Mùa           | Thời lượng |
| ---------------------------------- | --------- | ------------------- | ------------- | ---------- |
| Câu lạc bộ sách của Oprah          | Talk show | 1 tháng 11 năm 2019 | 1 mùa, 7 tập  | 60 phút    |
| Những chú rối tháo vát             | Giáo dục  | 1 tháng 11 năm 2019 | 2 mùa, 26 tập | 30 phút    |
| Oprah đối thoại về COVID-19        | Phỏng vấn | 21 tháng 3 năm 2020 | 1 mùa, 13 tập | 30 phút    |
| Fraggle Rock: Rock On!             | Rối       | 21 tháng 4 năm 2020 | 1 mùa, 6 tập  | 15 phút    |
| Để những chú rối tháo vát giúp bạn | Giáo dục  | 24 tháng 4 năm 2020 | 1 mùa, 6 tập  | 2 phút     |
| Đối thoại cùng Oprah               | Talk show | 30 tháng 7 năm 2020 | 1 mùa, 10 tập | 35 phút    |

### Đồng sản xuất
| Tựa đề        | Thể loại  | Hãng hợp tác/Quốc gia | Phát hành           | Mùa          | Thời lượng | Language     |
| ------------- | --------- | --------------------- | ------------------- | ------------ | ---------- | ------------ |
| Tehran        | Gián điệp | Kan 11/Israel         | 25 tháng 9 năm 2020 | 1 mùa, 8 tập | 44–50 phút | Tiếng Hebrew |
| Alice lạc lối | Tâm lý    | Hot/Israel            | 22 tháng 1 năm 2021 | 1 mùa, 8 tập | 42–48 phút | Tiếng Hebrew |
| Các cuộc gọi  | Tâm lý    | Canal+/Pháp           | 9 tháng 3 năm 2021  | 1 mùa, 9 tập | 12 phút    | Tiếng Anh    |

## Phim điện ảnh gốc

### Phim điện ảnh
| Tựa đề                    | Thể loại    | Phát hành            | Thời lượng     |
| ------------------------- | ----------- | -------------------- | -------------- |
| Hala                      | Chính kịch  | 6 tháng 12 năm 2019  | 1 giờ, 33 phút |
| Chuyên gia tài chính      | Chính kịch  | 20 tháng 3 năm 2020  | 2 giờ          |
| Chiến hạm thủ lĩnh        | Chiến tranh | 10 tháng 7 năm 2020  | 1 giờ, 31 phút |
| Thử thách gia đình        | Hài         | 23 tháng 10 năm 2020 | 1 giờ, 36 phút |
| Huyền thoại người hóa sói | Hoạt hình   | 11 tháng 12 năm 2020 | 1 giờ, 42 phút |
| Palmer                    | Chính kịch  | 29 tháng 1 năm 2021  | 1 giờ, 50 phút |
| Cherry                    | Tội phạm    | 12 tháng 3 năm 2021  | 2 giờ, 20 phút |

### Phim tài liệu
| Tựa đề                                | Thể loại      | Phát hành            | Thời lượng     |
| ------------------------------------- | ------------- | -------------------- | -------------- |
| Nữ hoàng voi                          | Tự nhiên      | 1 tháng 11 năm 2019  | 1 giờ, 36 phút |
| Hồi ức Beastie Boys                   | Phim tài liệu | 24 tháng 4 năm 2020  | 2 giờ          |
| Những ông bố                          | Phim tài liệu | 19 tháng 6 năm 2020  | 1 giờ, 21 phút |
| Những chính trị gia trẻ tuổi          | Phim tài liệu | 14 tháng 8 năm 2020  | 1 giờ, 49 phút |
| Thư gửi đến bạn từ Bruce Springsteen  | Phim tài liệu | 22 tháng 10 năm 2020 | 1 giờ, 30 phút |
| Quả cầu lửa: Những vị khách từ vũ trụ | Phim tài liệu | 13 tháng 11 năm 2020 | 1 giờ, 37 phút |
| Billie Eilish: Thế giới mơ hồ         | Phim tài liệu | 26 tháng 2 năm 2021  | 2 giờ, 20 phút |

### Đặc biệt
| Tựa đề                                                             | Thể loại            | Phát hành           | Thời lượng |
| ------------------------------------------------------------------ | ------------------- | ------------------- | ---------- |
| Mình cư trú ở nơi này: Hướng dẫn sinh sống trên hành tinh Trái Đất | Phim ngắn hoạt hình | 17 tháng 4 năm 2020 | 36 phút    |
| Chương trình Giáng sinh diệu kỳ của Mariah Carey                   | Lễ hội              | 4 tháng 12 năm 2020 | 43 phút    |
| Ghostwriter: Beyond The Page                                       | Bí ẩn gia đình      | 1 tháng 4 năm 2021  |            |